# 錫格拉本科格爾山

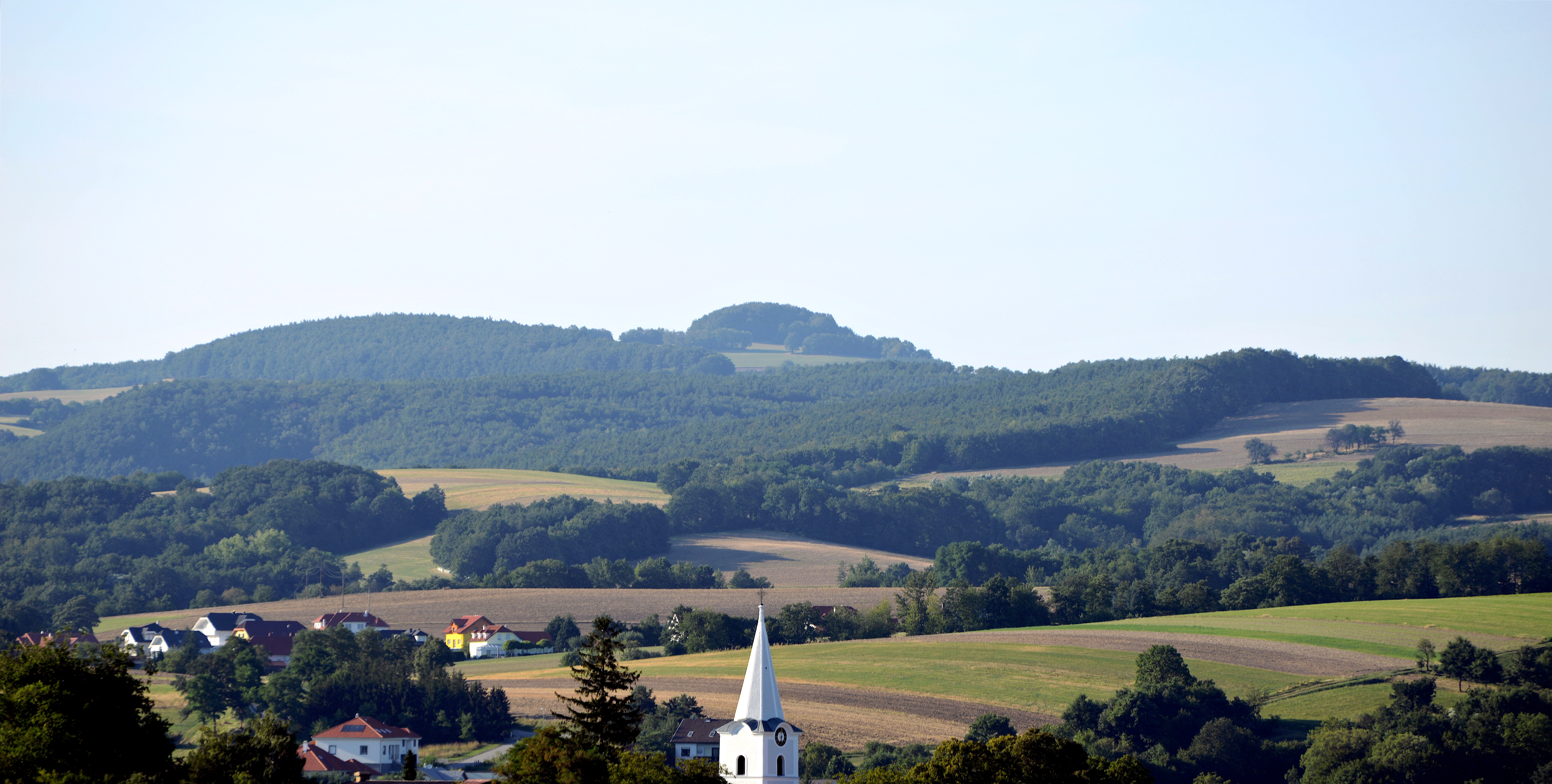

47°39′39″N 16°21′44″E / 47.66083°N 16.36222°E
錫格拉本科格爾山（德語：Sieggrabener Kogel），是奧地利的山峰，位於該國東部，由布爾根蘭州負責管轄，屬於羅薩利亞山的一部分，海拔高度677米，每年平均降雨量1,074毫米。